# Маккари, Патрик
Патрик Маккрари (родился 14 октября 1951 года) — бывший французский спортсмен слалом каноист. Принимал участие в соревнованиях по гребле на байдарках и каноэ в 1960-х и 1970-х годах. 

## Спортивные достижения
Патрик Маккрари завоевал золотую медаль в дисциплине К-1 (командные соревнования) на чемпионате мира по гребному слалому, организованных Международной федерацией каноэ в 1969 году в Бур-Сен-Морис.
На летних Олимпийских играх 1972 в Мюнхене Маккари занял 11-е место в дисциплине К-1.